# Čínsko-litevský konflikt
Čínsko-litevský konflikt je událost, která začala v listopadu 2021. V roce 2021 Litva povolila Tchaj-wanu otevřít si ve Vilniusu zastupitelství, jež nese název „Tchajwanský zastupitelský úřad v Litvě“. Jedná se o první úřad nesoucí v názvu označení „Tchaj-wan“. Do této chvíle se veškeré tchajwanské úřady označovaly jménem hlavního města ostrova, tedy „Tchaj-pej“. Dle čínských úřadů Litva tímto činem uznala Tchaj-wan jako samostatný stát.
Od roku 1949, kdy na území pevninské Číny vznikla Čínská lidová republika a vládu převzali komunisté, je Tchaj-wan považován za ostrovní provincii ČLR. Není tedy nezávislým státem. Od téhož roku prosazuje ČLR ve vztahu k Tchaj-wanu „politiku jedné Číny“. K tomuto přístupu se hlásí i většina zemí a považuje Tchaj-wan za součást ČLR, ačkoli Tchaj-wan funguje de facto nezávisle.

## Reakce Číny
ČLR dráždí jakákoli zmínka o tom, že by Tchaj-wan mohl být nezávislým státem. Proto Čína v reakci na otevření tchajwanského zastupitelství vykázala ze země litevského velvyslance. V následujících dnech vyvíjela na Litvu mediální nátlak (např. negativní články v novinách). Posléze ČLR přidala i ekonomický nátlak. Prvním krokem bylo zastavení nákladní vlakové dopravy pro dovoz z Litvy do Číny. Tento čin vyvolal v litevských obchodnících obavy. Byli nuceni hledat jiný způsob dopravy svých produktů do země, mnohdy se jednalo o nákladnější možnosti, jako je lodní či letecká doprava. Dále byla pozastavena certifikace některých produktů, které mohly být do Číny dováženy.
Cílem těchto kroků ze strany Pekingu bylo donutit Litvu se omluvit za tento čin a za to, že v ostatních zemích mohli vyvolat dojem, že existuje model „jedna Čína, jeden Tchaj-wan“.

## Reakce Litvy
Žiniu Radijas, který dohlíží na zahraniční politiku Litvy, přiznal, že byla chyba dovolit Tchaj-wanu použít v názvu označení „Tchaj-wan“. Již dříve se ale Litva doznala, že nepovažuje Tchaj-wan za samostatný stát, tedy že uznává „politiku jedné Číny“. Litva ovšem nehodlá Číně ustoupit. Je podporována EU i samotným Tchaj-wanem, který například odkoupil dodávku litevského rumu, jenž nebyl puštěn přes hranici do Číny.

## WTO řízení
Evropská unie 27. ledna 2022 zahájila proti Číně u Světové obchodní organizace (WTO) řízení z důvodu diskriminačních obchodních praktik vůči Litvě. Prvními akcemi Pekingu bylo omezení diplomatických styků s Litvou, pozastavení vlakové nákladní dopravy z Litvy do ČLR, odmítání celního odbavení litevského zboží, zamítnutí žádosti o dovoz z Litvy a nátlak na společnosti EU působící mimo jiné členské státy EU, aby při vývozu do Číny odstranily litevské vstupy ze svých dodavatelských řetězců.
První fází v rámci postupů WTO pro řešení sporů je „žádost o konzultace“, v jejímž rámci EU formálně žádala Čínu o více informací o svých opatřeních s cílem dosáhnout uspokojivého řešení. Tato výzva ve WTO poskytuje stranám 60 dní na to, aby se dohodly a dosáhly urovnání. Pokud nebude dosaženo žádné dohody, EU se může rozhodnout zahájit formální spor, který by ustanovila porota WTO, která by prozkoumala její nároky vůči Číně. „Uspějeme pouze tehdy, pokud budeme jednotní jako 27 [členských států EU], a zajistíme, aby tato akce proti jedné zemi EU byla akcí proti jednotnému trhu,“ uvedl Thierry Brenton, Evropský komisař pro vnitřní trh sdělil v médiích, apelujíc na podporu od dalších států EU v této kauze.
7. února 2022 Velká Británie podpořila společně s USA a Austrálií Evropskou unii v tomto případu, následně i Kanada vyjádřila své sympatie litevské straně. V dubnu 2022 Evropská unie schválila balíček finanční podpory pro litevské společnosti postižené obchodním embargem, které Čína uvalila na pobaltský stát. Fond ve výši 130 milionů EUR (138,8 milionu USD) bude společnostem k dispozici pro půjčky až do výše 5 milionů EUR. Půjčky, které musí být splaceny do 24 měsíců, budou dostupné firmám ve všech odvětvích, kromě financí, zemědělství, lesnictví, rybolovu a akvakultury. V současné době[kdy?] je řízení stále v procesu a bez finálního výsledku. Čínské ministerstvo zahraničí uvedlo, že Čína jednala v souladu s pravidly WTO a její problém s Litvou je čistě politický. Mluvčí ministerstva Čao Li-ťien na tiskové konferenci uvedl, aby se Evropská unie měla na pozoru před pokusem Litvy narušit vztahy mezi EU a Čínou.